# Martin Lake (Minnesota)
Martin Lake es un lugar designado por el censo ubicado en el condado de Anoka en el estado estadounidense de Minnesota. En el Censo de 2010 tenía una población de 933 habitantes y una densidad poblacional de 205,85 personas por km².

## Geografía
Martin Lake se encuentra ubicado en las coordenadas 45°23′0″N 93°5′24″O / 45.38333, -93.09000. Según la Oficina del Censo de los Estados Unidos, Martin Lake tiene una superficie total de 4.53 km², de la cual 3.57 km² corresponden a tierra firme y (21.31%) 0.97 km² es agua.

## Demografía
Según el censo de 2010, había 933 personas residiendo en Martin Lake. La densidad de población era de 205,85 hab./km². De los 933 habitantes, Martin Lake estaba compuesto por el 97.11% blancos, el 0.75% eran afroamericanos, el 0.32% eran amerindios, el 0.43% eran asiáticos, el 0% eran isleños del Pacífico, el 0.32% eran de otras razas y el 1.07% pertenecían a dos o más razas. Del total de la población el 1.82% eran hispanos o latinos de cualquier raza.